# Alemitu Bekele
Alemitu Bekele Degfa (Scioa, 17 settembre 1977) è un'ex mezzofondista etiope naturalizzata turca.

## Palmarès
| Anno | Manifestazione  | Sede       | Evento       | Risultato | Prestazione | Note                                     |
| ---- | --------------- | ---------- | ------------ | --------- | ----------- | ---------------------------------------- |
| 2008 | Giochi olimpici | Pechino    | 5000 m piani | 6ª        | 15'48"48    |                                          |
| 2009 | Europei indoor  | Torino     | 3000 m piani | Oro       | 8'46"50     |                                          |
| 2009 | Mondiali        | Berlino    | 1500 m piani | Batteria  | 4'16"69     | Miglior prestazione personale stagionale |
| 2010 | Mondiali indoor | Doha       | 3000 m piani | dq        | dq          |                                          |
| 2010 | Europei         | Barcellona | 5000 m piani | dq        | dq          |                                          |
| 2011 | Mondiali        | Taegu      | 5000 m piani | Batteria  | 15'38"25    |                                          |